# Schule, Schule – Die Zeit nach Berg Fidel
Schule, Schule – Die Zeit nach Berg Fidel ist ein deutscher Dokumentarfilm von Hella Wenders aus dem Jahr 2017, der am 21. September 2017 in den deutschen Kinos angelaufen ist. Der Film schildert die Träume, Hoffnungen, Ängste und Befürchtungen von David, Jakob, Anita und Samira beim Wechsel auf weiterführende Schulen. Schule, Schule knüpft an Hella Wenders Debütfilm Berg Fidel – eine Schule für alle aus dem Jahr 2011 an, der den Alltag in einer inklusiven Grundschule in Münster zeigt.

## Handlung
David, Jakob, Samira und Anita haben an der Grundschule Berg Fidel in Münster in altersgemischten Klassen gelernt. Beeinträchtigungen spielten dabei keine große Rolle. Der Film zeigt den Wechsel der Pubertierenden auf weiterführende Schulen. Sie suchen einen Weg für sich: die Brüder David und Jakob auf einer Privatschule, Samira als Gesamtschülerin und Anita lernt an einer Förderschule für ihren Hauptschulabschluss.
Was ist wichtig im Leben? fragen sich die vier Teenager auf ihre eigene Art. Sie durchleben die Pubertät und fühlen sich selten geborgen. Schule gibt David, Jakob, Samira und Anita kaum den Halt, den sie sich wünschen. Der Schutzraum der Grundschule Berg Fidel, der nicht nach Handicaps, sondern nach den individuellen Ressourcen fragte, existiert nicht mehr. Ängste kommen auf, Fragen nach der eigenen Leistungsfähigkeit. Familie und Freundschaften dagegen helfen, das schwankende Selbstbild der Pubertierenden zu stärken.